# Thom Filicia
Thomas L. "Thom" Filicia, Jr., född 17 maj 1969 i Syracuse i New York, är en amerikansk TV-profil. Han är ansvarig för heminredning i det amerikanska TV-programmet Fab 5.
Filicia har grundat en egen inredningsfirma med namnet Thom Filicia Inc. Han har rankats som en av de 100 bästa inredningsarkitekterna i USA i en mycket stor heminredningstidning. Han har gjort reklam för Pier 1 i USA.